# Mezilesí (Čížkrajice)

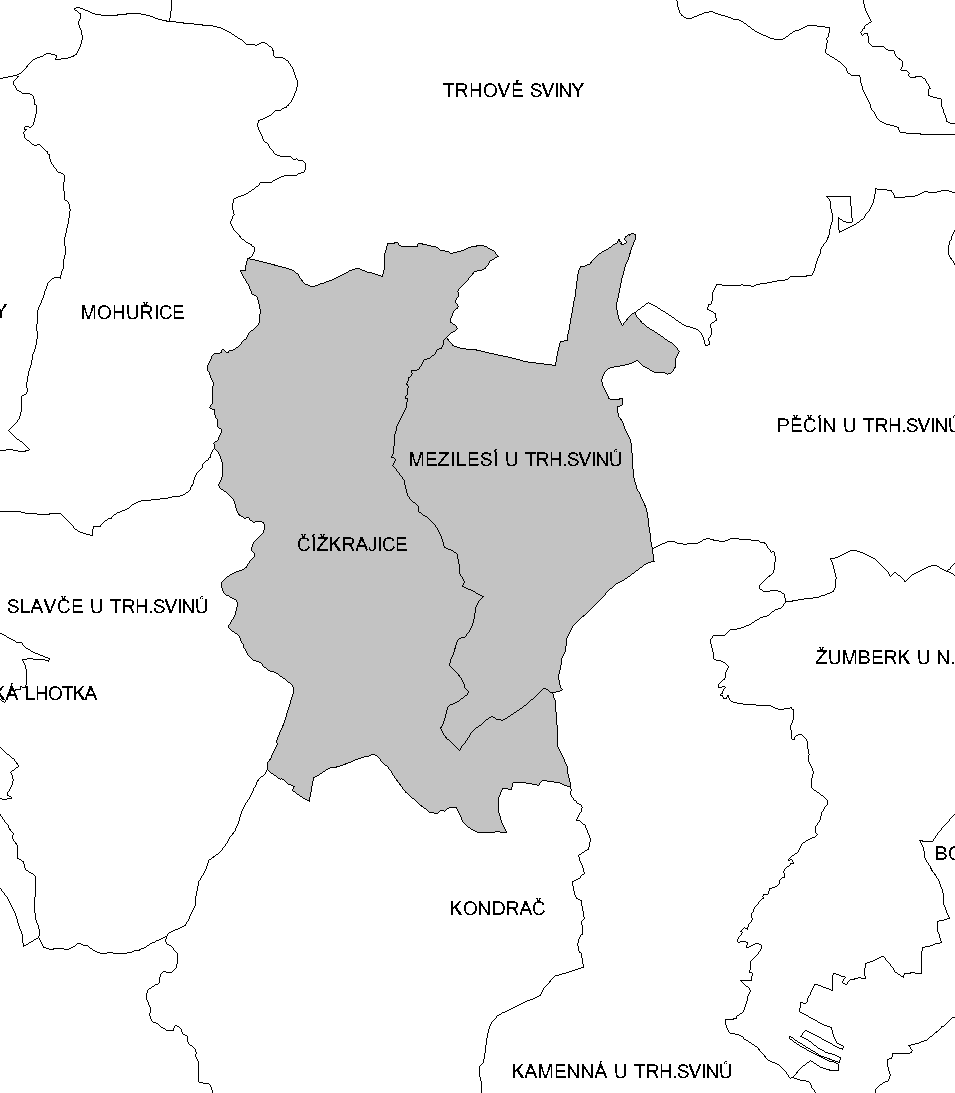
Kataster Mezilesí u Trhových Svinů und Čížkrajice

Mezilesí, bis 1950 Trutmaň (deutsch Trautmanns) ist ein Ortsteil der Gemeinde Čížkrajice in Tschechien. Er liegt dreieinhalb Kilometer südlich von Trhové Sviny und gehört zum Okres České Budějovice.

## Geographie
Mezilesí befindet sich im Vorland des Gratzener Berglandes am Nordosthang des Hügels Hájek (584 m) über dem Tal des Baches Trutmaňský potok. Nordöstlich erhebt sich der Trutmaňský kopec (531 m).
Der Ort wurde in der Quellmulde eines Bächleins als kleines Hufendorf angelegt, einzelne Gehöfte entstanden auch auf den umliegenden Hängen. Die meisten der Gehöfte von Mezilesí sind die für diese Gegend typischen geschlossenen Vierkanter, von denen einige über ein Obergeschoss verfügen.
Nachbarorte sind U Svaté Trojice und Mokrovec im Norden, Hamr Na Rejte, Marouškův Dvůr, Rejta und Hrádek im Nordosten, Pěčín und Žár im Osten, Chudějov, Žumberk und Klažary im Südosten, Kamenná, Kondrač und Chvalkov im Süden, Kukle und Čížkrajice im Südwesten, Mohuřice und Na Stráni im Westen sowie Boršíkov im Nordwesten.

## Geschichte
Der erste urkundliche Nachweis über Trautmans erfolgte am 26. Mai 1327, als das Dominikanerkloster Austie das aus 19 Untertanen bestehende Dorf an Wilhelm von Landstein verkaufte. Zuvor gehörte das Gut zu den Besitzungen des dem Landsteiner Zweig der Witigonen entstammenden Ojíř II. ze Svin, der dem Kloster beigetreten war. Der Ortsname ist keltischen Ursprungs und belegt eine weitaus frühere Besiedlung. Wilhelm von Landsteins Sohn Vítek († um 1380) verkaufte Trautmans 1359 zusammen mit den Herrschaften Gratzen und Wittingau auch das Gut Trautmans an die Brüder Peter, Jost, Ulrich und Johann I. von Rosenberg auf Krumau. Die Rosenberger schenkten Trautmans der Erzdechantei Krumau. Seit der zweiten Hälfte des 14. Jahrhunderts bestand in Trautmans zudem ein Rittersitz. 1378 erwarb Vilém Puček z Trutmaně einen der beiden Höfe in Trocznow von Mikeš Žižka, einem Onkel von Jan Žižka. Zwischen 1386 und 1388 ist Vilém Puček als Burggraf von Gratzen nachweisbar. 1413 ist der Ritter Brus z Trutmaně als Hauptmann von Wittingau erwähnt, zwei Jahre später ist er als Brus von Zahradka auf Trautmanns im Zuge einer Schenkung an die Kirche in Schweinitz erneut nachweislich. Nachfolgender Besitzer des Rittergutes war Jan Drochovec z Trutmaně, der 1429 zusammen mit Wenzel von Gutenbrunn seine Mitgift in Zahradka einschließlich des dortigen Meierhofes verkaufte. Zwischen 1456 und 1460 wird Vlreich Babka von Trawtmanss (Oldřich Babka z Trutmaně) aus dem Geschlecht der Babka von Kvasejovice als Besitzer des Rittergutes genannt. Danach ist der Rittersitz offenbar erloschen. 1840 lebten in den 33 Häusern von Trautmanns 175 Deutsche. Gepfarrt war der Ort nach Schweinitz. Bis zur Mitte des 19. Jahrhunderts blieb das Dorf immer Teil des Prälaturgutes Krumau.
Nach der Aufhebung der Patrimonialherrschaften bildete Trautmanns/Trutmaně ab 1850 einen Ortsteil der Gemeinde Pěčín/Haid in der Bezirkshauptmannschaft Budějovice/Budweis. Im Jahre 1862 bestand das Dorf aus 34 Häusern, in denen 207 katholische und deutschsprachige Einwohner lebten. 1915 lebten in Trautmanns / Trutmaně 173 Deutsche.
Ab 1924 bildete Trautmanns/ Trutmaň eine eigene Gemeinde im Okres České Budějovice. Im Jahre 1930 hatte die Gemeinde 142 Einwohner, 1939 waren es 163 Infolge des Münchner Abkommens wurde die Gemeinde 1938 dem Deutschen Reich zugeschlagen und gehörte bis 1945 zum Landkreis Kaplitz. Nach dem Ende des Zweiten Weltkrieges kam Trutmaň wieder zur Tschechoslowakei zurück und die deutschen Bewohner wurden vertrieben. 1948 wurde das Dorf dem neu gebildeten Okres Trhové Sviny zugeschlagen, der zwölf Jahre später wieder aufgehoben wurde. Am 8. August 1950 erfolgte die Umbenennung in Mezilesí u Trhových Svin. Im Jahre 1960 erfolgte die Eingemeindung nach Čížkrajice, zugleich wurde der Ort wieder dem Okres České Budějovice zugeordnet. Mit Beginn des Jahres 1976 wurde das Dorf nach Trhové Sviny umgemeindet und der amtliche Ortsname auf Mezilesí verkürzt. Seit 1994 bildet Mezilesí wieder einem Ortsteil der Gemeinde Čížkrajice. Im Jahre 1991 hatte der Ort 53 Einwohner, beim Zensus von 2001 lebten in den 27 Wohnhäusern von Mezilesí 50 Personen. Mezilesí bildet einen eigenen Katastralbezirk, der den Namen Mezilesí u Trhových Svinů führt.

## Sehenswürdigkeiten
- Kapelle der hl. Dreifaltigkeit im Ortszentrum, früher als Dorfkirchlein bezeichnet
- Wegekapelle Johannes des Täufers (Šrámovka), südlich des Dorfes an der Straße Čížkrajice – Klažary; das nach 1945 zur Ruine verfallene Bauwerk wurde 2009–2011 durch die Bürgerinitiative Drobné památky nejjižnějších Čech wiederhergestellt